# Запас і потік

Запас проти потоку

Запас і потік — це основоположні визначення в економіці, що відтворюють кількісні змінні, залежно від часу вимірювання.
В економіці, бізнесі, бухгалтерському обліку та суміжних галузях, часто проводять різницю між кількостями, які є запасами і тими, що є потоками. Вони відрізняються між собою одиницями вимірювання.
Запас вимірюється в один певний час (на момент часу) і являє собою кількість, що існує на ту мить (скажімо, 31 грудня 2018 року), яка, можливо, накопичилася в минулому. Потокова змінна, вимірюється впродовж певного проміжку часу. Отож потік визначається за одиницю часу (за період) (скажімо, за рік). У цьому сенсі, потік приблизно подібний стрімкості або швидкості.
Наприклад, номінальний валовий внутрішній продукт України стосується загальної кількості гривень, витрачених за певний проміжок часу, наприклад, рік. Тобто, це є змінною потоку і має одиницю виміру гривень / рік. Натомість, номінальний основний капітал України — це загальна вартість у гривнях обладнання, будівель й інших наявних виробничих фондів економіки України, та має одиницю виміру — гривні. Діаграма дає підсвідомий показ того, як наявний в даний час запас капіталу, збільшується завдяки припливу нових інвестицій та виснажується потоком амортизації.

## Запаси та потоки в бухгалтерському обліку

Діаграма зміни запасів і потоків

Отож, запас відноситься до вартості активу на звітну дату (або в мить певного часу), тоді як потік стосується загальної вартості операцій (продажів або покупок, доходів чи витрат) протягом звітного періоду.  
Приклад: запас — кількість грошей на банківському рахунку на 1 січня, потік — сума витрат протягом січня.  
Якщо величина потоку господарської діяльності ділиться на середню вартість запасу протягом звітного періоду, ми отримуємо міру кількості оборотів запасу в тому звітному періоді. Деякі записи бухгалтерського обліку, зазвичай завжди представляються як потік (наприклад, прибуток або дохід), натомість інші, можуть бути представлені як запас чи як потік (наприклад, капітал).
Людина чи країна можуть мати запаси грошей, фінансові активи, зобов'язання, багатства, наявні засоби виробництва, капітал, товарні запаси та людський капітал (або робочу силу). Величина потоку охоплює дохід, витрати, заощадження, повернення боргу, інвестиції в основні засоби, інвестиції в запаси та використання робочої сили. Вони відрізняються між собою одиницями вимірювання. Капітал — це концепція запасу, яка дає періодичний дохід, котрий є концепцією потоку.